# Sutterella megalosphaeroides
Sutterella megalosphaeroides es una especie de bacteria gramnegativa del género Sutterella. Fue descrita en el año 2018. Su etimología hace referencia a esfera grande. Es anaerobia estricta e inmóvil. Tiene un tamaño de 1,7-2,1 μm de diámetro, con forma cocobacilar. Temperatura de crecimiento entre 20-45 °C, óptima de 37 °C. Forma colonias circulares, planas y traslúcidas tras 4 días de incubación en agar BB. Catalasa y oxidasa negativas. Es sensible a bacitracina, cloranfenicol, ciprofloxacino, colistina, eritromicina, gentamicina, kanamicina y neomicina. Tiene un contenido de G+C de 62,8%. Se ha aislado en heces humanas en Japón. 